# باشگاه فوتسال گهرزمین سیرجان
باشگاه فوتسال گهرزمین سیرجان یک باشگاه ایرانی فوتسال است که در شهر سیرجان تأسیس شده و در لیگ برتر فوتسال ایران بازی می‌کند.
- لیگ برتر فوتسال ایران
- لیگ برتر فوتسال فصل  ۱۴۰۴–۱۴۰۳